# ダイヤモンド・クロス

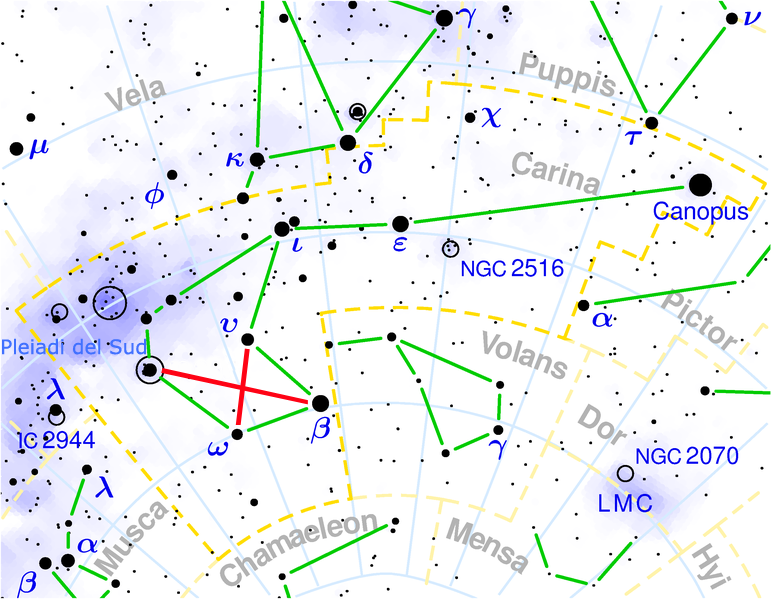
赤線で示した十字がダイヤモンド・クロスにあたる。

ダイヤモンド・クロス （英：Diamond Cross ）は、南天の星座であるりゅうこつ座にあるアステリズム（星群）。4つの明るい恒星で構成されている十字型の配列であるが、付近に見えるみなみじゅうじ座（南十字星）やニセ十字と誤解されることがある。

## 概要
ダイヤモンド・クロスは、りゅうこつ座のβ星とθ星を結ぶ線を横軸に、同じくりゅうこつ座のυ星とω星を結ぶ線を縦軸に、十字型を構成するアステリズムである。これらの4つの明るい恒星は、ほぼ完璧なダイヤモンドを形作っており、それが、「ダイヤモンド・クロス」という呼称の由来となっている。ダイヤモンド・クロス全体は、北緯20度線以南であれば、どこからでも観測可能である。
ダイヤモンド・クロスは、付近にあるみなみじゅうじ座の「南十字星（サザンクロス）やニセ十字と非常によく似ており、十字の中央に星を欠く点も他と同様で、ダイヤモンドや凧のような形状を呈している。みなみじゅうじ座と全天で2番目に明るいカノープスとの中間あたりにニセ十字があり、ニセ十字とみなみじゅうじ座との中間あたりにダイヤモンド・クロスがある。ダイヤモンド・クロスとニセ十字の位置は非常に近く、ダイヤモンド・クロスを構成するりゅうこつ座の星々は、ニセ十字の一部をも構成している。ダイヤモンド・クロスとニセ十字は、どちらも、「真の十字」と言うべき南十字星と誤認されることがあるが、その頻度は、ほぼ同じ赤緯に位置しているニセ十字の方が高い。ニセ十字は、みなみじゅうじ座の規模を大きくした「ほぼ正確な複製品」とも呼ばれることもあるが、「南の指極星」とも「ポインター（Pointers ）」とも呼ばれる2つの1等星（ケンタウルス座α星・β星）が付近に無いという点が見分けるポイントである。